# Hội đồng Hành chính Nhà nước
Hội đồng Hành chính Nhà nước (chữ Anh: State Administration Council, chữ Miến Điện: နိုင်ငံတော် စီမံ အုပ်ချုပ်ရေး ကောင်စီ) là cơ quan lãnh đạo tối cao của chính phủ quân sự Myanmar, thành lập sau cuộc Đảo chính Myanmar 2021. Hội đồng có tất cả 11 thành viên, do Thống tướng Min Aung Hlaing, Tổng tư lệnh Quân đội Myanmar, làm Chủ tịch. Đa số thành viên trong hội đồng đều là tướng lĩnh quân đội, chỉ có ba thành viên là dân sự.

## Thành viên
| Họ và tên                   | Chức vị         | Đảng phái            |
| --------------------------- | --------------- | -------------------- |
| Thống tướng Min Aung Hlaing | Chủ tịch        | Quân đội Myanmar     |
| Phó thống tướng Soe Win     | Phó chủ tịch    | Quân đội Myanmar     |
| Đại tướng Mya Tun Oo        | Ủy viên         | Quân đội Myanmar     |
| Đại tướng Tin Aung San      | Ủy viên         | Quân đội Myanmar     |
| Đại tướng Maung Maung Kyaw  | Ủy viên         | Quân đội Myanmar     |
| Trung tướng Moe Myint Tun   | Ủy viên         | Quân đội Myanmar     |
| Phado Mahn Nyein Maung      | Ủy viên         | Đảng Nhân dân Karen  |
| Thein Nyunt                 | Ủy viên         | Đảng Dân tộc Rakhine |
| Khin Maung Swe              | Ủy viên         | Đảng Dân tộc Rakhine |
| Trung tướng Aung Lin Dwe    | Tổng thư kí     | Quân đội Myanmar     |
| Trung tướng Ye Win Oo       | Phó tổng thư kí | Quân đội Myanmar     |